# Огневая точка
Огневая точка — устоявшийся термин, условно обозначающий отдельное средство огневого воздействия на противника (пулемёт, миномёт, гранатомёт, артиллерийское орудие и другое) расположенное в оборонительных целях на тактически выгодной огневой позиции с привязкой к защитным свойствам окружающей местности. 
Простейший вид (тип) огневой точки — окоп со стрелком, пулемётное гнездо. Готовность огневой точки к ведению боя наступает тогда, когда её огневые средства занимают огневую позицию, её расчёту дана боевая задача, подготовлены данные для стрельбы и боекомплект, осуществлена маскировка и организовано охранение.

Передаю приказ Наркомата обороны для немедленного исполнения:
....
ПРИКАЗЫВАЮ:
а) в течение ночи на 22 июня 1941 г. скрытно занять огневые точки укреплённых районов на государственной границе;
...
— Тимошенко, Жуков, Павлов, Фоминых, Климовских, Директива ЗапОВО командующим войсками 3-й, 4-й и 10-й армий, от 22 июня 1941 года.
Атака огневых точек дело очень сложное и требует, от личного состава наступающих формирований, кроме смелости, хорошей подготовки войск и сил. Атака огневых точек на переднем крае должна поручаться особо подготовленным штурмовым группам, которые наступают в голове первых эшелонов войск и сил. 
Помимо всех остальных видов огневых точек, современная фортификация различает:
- долговременные (ДОТы), которые воздвигаются из особо прочных материалов (сталь, железобетон) и оснащаются спецоборудованием (перископами, водопроводами, системами вентиляции, сигнализации, связи, жизнеобеспечения и так далее) для наблюдения за полем боя, защиты и материально-технической поддержки своего гарнизона
- деревоземляные (ДЗОТы), которые могут быть оперативно возведены инженерными частями из подручных материалов в качестве сооружений полевой обороны.

В Союзе ССР был разработан проект одноместной танкетки, получивший название подвижная огневая точка. В период Великой Отечественной войны подвижными огневыми точками некоторыми назывались танки. 

## Галерея

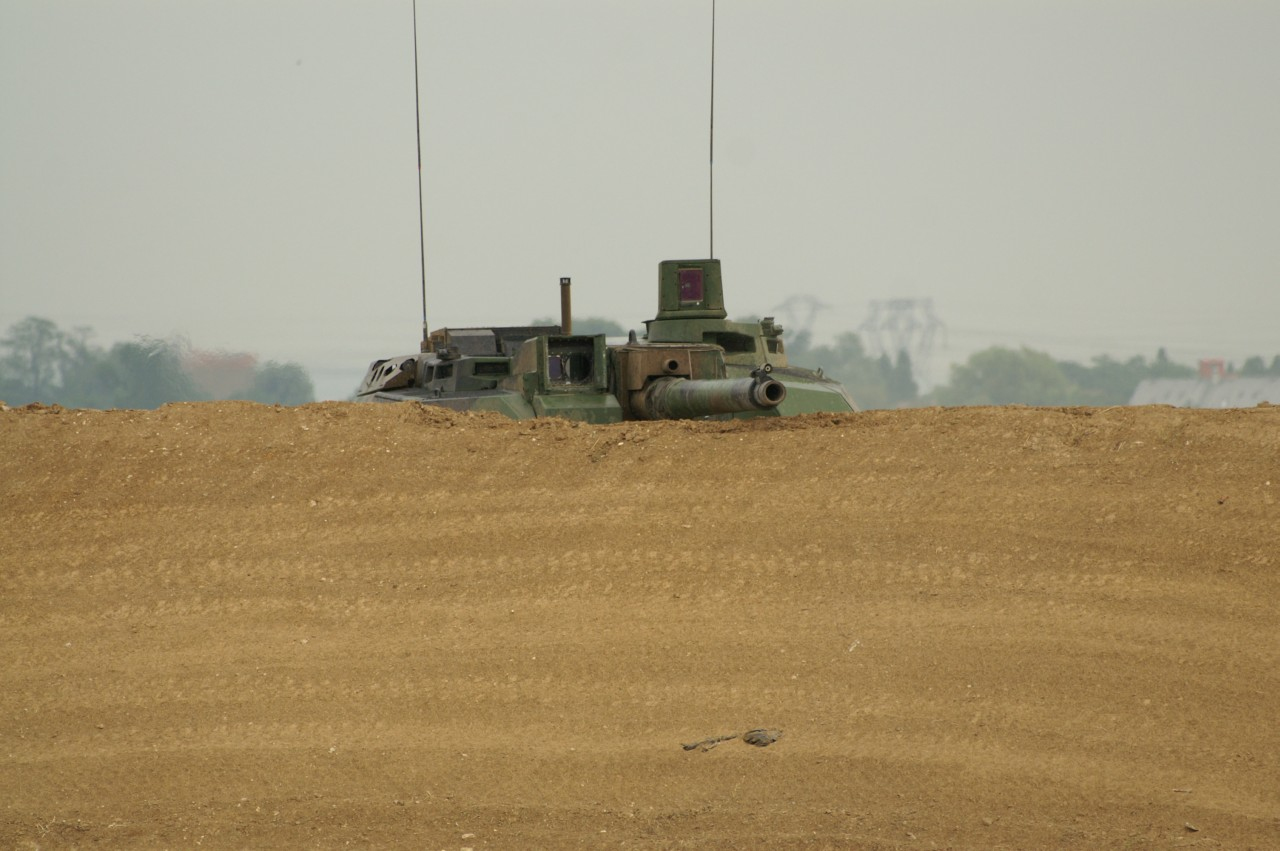
Танк «Леклерк» в оборонительной позиции.
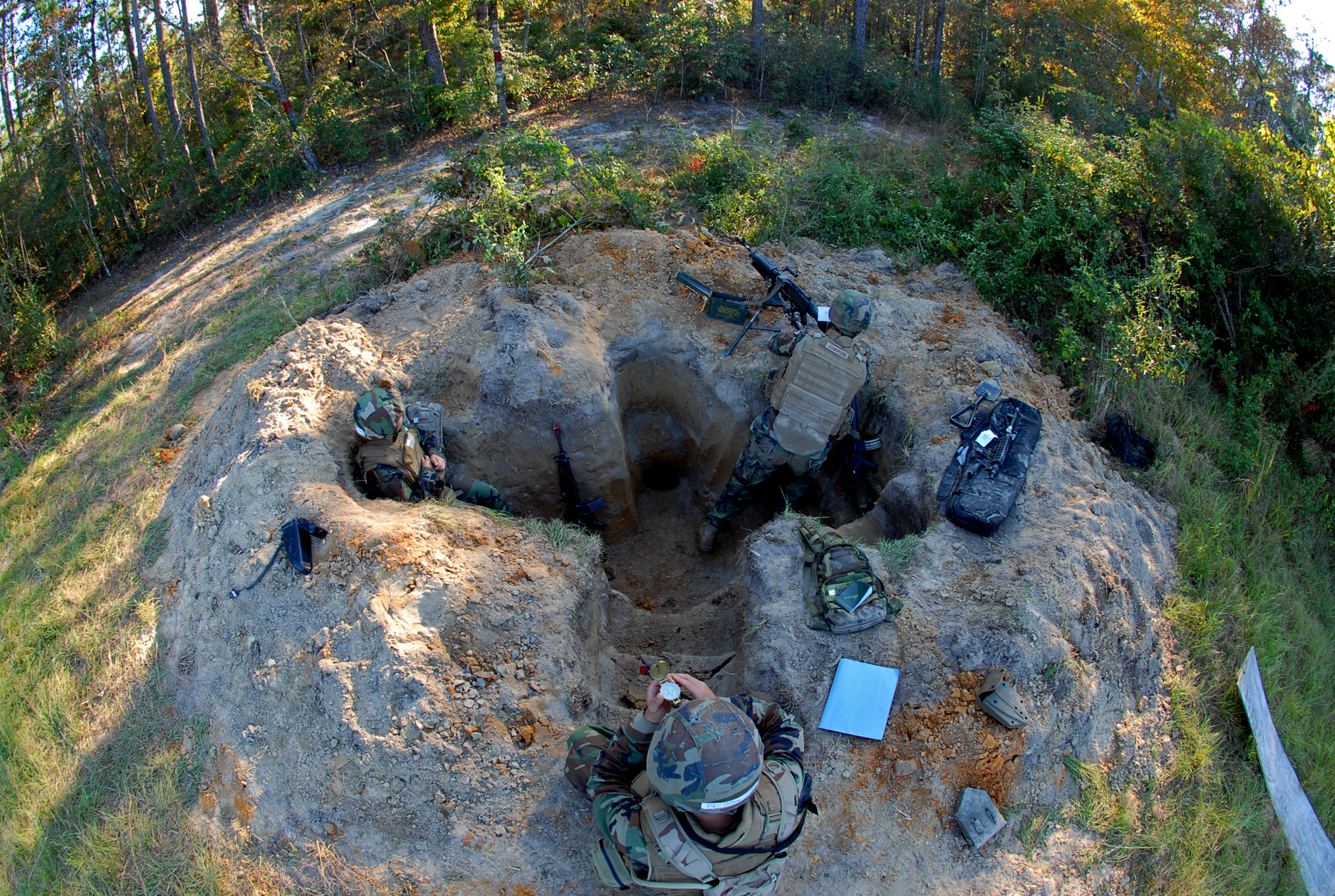
Огневая позиция американских военнослужащих на учениях (2008).
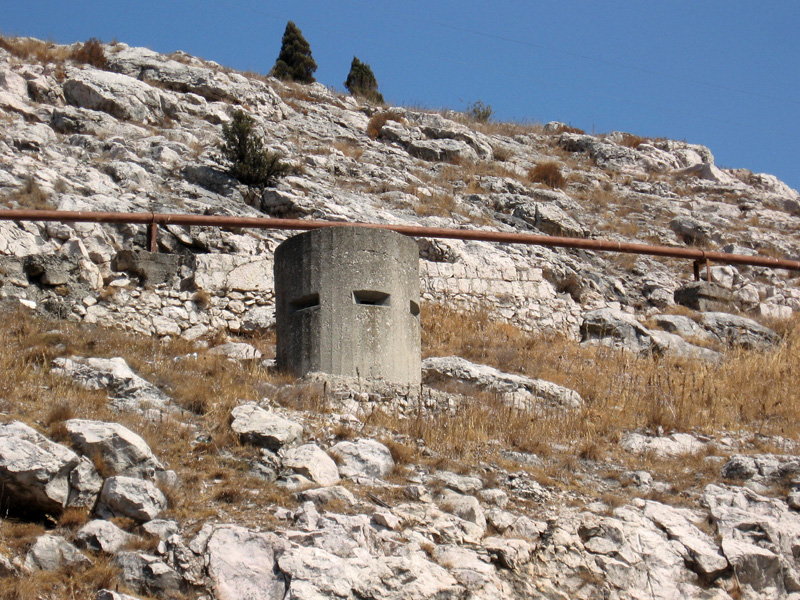
Советский ДОТ в Балаклаве (Севастополь, Крым).